# Маурісіо Вікторіно
Маурісіо Вікторіно (ісп. Mauricio Victorino, нар. 11 жовтня 1982, Монтевідео) — уругвайський футболіст, захисник клубу «Насьйональ».
Виступав, зокрема, за клуби «Насьйональ» та «Крузейру», а також національну збірну Уругваю.
У складі збірної — володар Кубка Америки.

## Клубна кар'єра
Народився 11 жовтня 1982 року в місті Монтевідео. Вихованець юнацьких команд футбольних клубів «Прогресо» та «Насьйональ».
У професійному футболі дебютував 2002 року виступами за команду клубу «Насьйональ», в якій провів один сезон, але в основному складі на поле не виходив.
Протягом 2004 року перебував в оренді клубу «Пласа Колонія».
Своєю грою за останню команду знову привернув увагу представників тренерського штабу клубу «Насьйональ», до складу якого повернувся 2004 року. Цього разу відіграв за команду з Монтевідео наступні два сезони своєї ігрової кар'єри. Більшість часу, проведеного у складі «Насьйоналя», був основним гравцем захисту команди.
Протягом 2006—2007 років захищав кольори команди клубу «Веракрус».
2007 року повернувся до клубу «Насьйональ». Цього разу провів у команді два сезони. Граючи у складі «Насьйоналя» також здебільшого виходив на поле, як гравець основного складу.
Протягом 2009—2011 років захищав кольори команди клубу «Універсідад де Чилі».
З 2011 року три сезони захищав кольори команди клубу «Крузейру».
У 2014 був орендований клубом «Палмейрас»
З 2015 по 2016 грав за «Індепендьєнте» (Авельянеда).
До складу клубу «Насьйональ» повернувся 2016 року. Відтоді встиг відіграти за команду з Монтевідео 7 матчів в національному чемпіонаті.

## Виступи за збірну
2006 року дебютував в офіційних матчах у складі національної збірної Уругваю. Наразі провів у формі головної команди країни 23 матчі.
У складі збірної був учасником чемпіонату світу 2010 року у ПАР, Кубка Америки 2011 року в Аргентині, здобувши того року титул континентального чемпіона, розіграшу Кубка Америки 2016 року у США.

## Титули і досягнення

### Клубні
- Чемпіон Уругваю (3):

«Насьйональ»: 2005, 2005–06, 2008–09
- Ліга Мінейро (1):

«Крузейру»: 2011
- Чемпіон Бразилії (1):

«Крузейру»: 2013

### Збірна
- Володар Кубка Америки (1): 2011